# Arielulus torquatus
Arielulus torquatus е вид прилеп от семейство Гладконоси прилепи (Vespertilionidae). Видът не е застрашен от изчезване.

## Разпространение
Разпространен е в Провинции в КНР и Тайван.

## Описание
Популацията на вида е стабилна.